# Hajom
Hajom is een plaats in de gemeente Mark in het landschap Västergötland en de provincie Västra Götalands län in Zweden. De plaats heeft 63 inwoners (2005) en een oppervlakte van 24 hectare.